# Ступницький Ростислав Миколайович
Ступни́цький Ростисла́в Микола́йович (нар. 29 вересня 1969, с. Держів, УРСР, СРСР) — український стоматолог-ортопед, доктор медичних наук, професор, академік АНВО України, академік УАН, державний службовець, громадський діяч.

## Біографія
Ступницький Ростислав Миколайович народився 29 вересня 1969 року в селі Держів Миколаївського району Львівської області.

## Освіта
Закінчив з відзнакою у 1986 році середню школу в Новому Роздолі Львівської області. З 1986 по 1991 рр. навчався у Львівському державному медичному інституті на стоматологічному факультеті.
З 1991 по 1992 рр. навчався в інтернатурі у Львівській обласній стоматологічній поліклініці.

## Кар'єра
У 1992—1993 рр. працював стоматологом-терапевтом у цій же поліклініці. З 1993 по 1996 рр. — стоматолог-ортопед Республіканської стоматологічної поліклініки.
З 02. 09. 1996 року — асистент кафедри ортопедичної стоматології Львівського державного медичного інституту. В 1998 р. захистив кандидатську дисертацію на тему «Клінічні та технологічні аспекти лікування хворих бюгельними протезами на замкових кріпленнях». У лютому 2001 р. призначено на посаду заступника декана стоматологічного факультету з лікувальної роботи.
З вересня 2001 р. виконував обов'язки доцента кафедри ортопедичної стоматології, а 17. 10. 2002 р. присвоєно вчене звання доцента.
9.04.2009 р. захистив докторську дисертацію «Клініко-експериментальне обґрунтування ортопедичного лікування хворих із частковою втратою зубів залежно від стану тканин протезного ложа».
З 10.11.2004 року по 8.06.2012 року — декан стоматологічного факультету ЛНМУ.
17.05.2012 р. присвоєно вчене звання професора.
З 8.06.2012 року — в.о. завідувача кафедри ортопедичної стоматології ЛНМУ.
З 06.08.2013 р. радник голови Львівської обласної адміністрації. З 8.08.2013 по 25.03.2014 очолював у ній департамент охорони здоров'я.
З 8.08.2013 р. до 30.06.2014 р. — професор кафедри ортопедичної стоматології ЛНМУ.
21.12.2013 р. обрано академіком Академії наук вищої освіти України.
З 2014 професор Інституту післядипломної освіти Івано-Франківського національного медичного університету.
З лютого 2016 року — «Заслужений лікар України».
15 червня 2017 року — обрано академіком Української академії наук.
З вересня 2014 р. професор кафедри стоматології Інституту післядипломної освіти Івано-Франківського національного медичного університету.
З 2018 і досі — декан стоматологічного факультету Київського міжнародного університету.

## Нагороди і відзнаки
Нагороджений ювілейним орденом Рівноапостольного Великого князя Володимира; почесною грамотою Міністерства освіти і науки України за плідну організаторську роботу по інноваційному оновленню процесу навчання; подякою Міністерства освіти і науки України за плідну організаторську роботу з інноваційного розвитку освіти України; подякою Львівської ОДА за вагомий внесок у виховання молоді в дусі національних традицій та патріотизму, за активну підтримку заходів управління у справах сім'ї та молоді; подяками Львівської обласної та міської рад; подякою президента Асоціації стоматологів України за сучасні тенденції розвитку стоматології в Україні.

## Науково-педагогічна діяльність
Був співголовою клубу деканів України та членом клубу деканів Польщі, брав участь в координаційній раді з питань стоматології МОЗ України. Був членом атестаційної комісії ГУОЗ Львівської ОДА.
Є автором більше 120 наукових праць, 12 патентів України, 25 навчально-методичних розробок. Ступницький Р. М. є членом Спеціалізованої вченої ради Ужгородського національного університету. Є керівником двох кандидатських дисертацій та трьох магістерських наукових робіт.
З 2014 року є активними учасником волонтерського руху, а саме займається забезпеченням учасників антитерористичної операції на сході України необхідними медичними препаратами та їх доставкою у зону бойових дій. Нагороджений відзнакою «За мужність та милосердя» за активну волонтерську роботу в зоні операції.
Є членом редакційної колегії українських та іноземних стоматологічних журналів.

## Особисте життя
Одружений, має сина і доньку.

## Членство в професійних організаціях і асоціаціях
- ГО «Асоціація стоматологів України»;
- ВГО «Українська академія наук»;
- ГО «НАН ВО України»;
- ГО « Асоціація стоматологів Закарпаття»;
- Асоціація стоматологів Львівщини.